# 四条隆衡
四条 隆衡（しじょう たかひら、藤原 隆衡（ふじわら の たかひら））は、鎌倉時代の公卿。藤原北家魚名流、大納言藤原隆房の長男。元名は長雅。正二位・権大納言。善勝寺長者（四条家当主）。鷲尾大納言といわれる。

## 経歴
祖父隆季、父隆房は後白河法皇の近臣であり、また、平家とも近しい間柄にあった。隆衡の母は平清盛の女であり、隆衡は平清盛の外孫にあたる。安元2年（1176年）従五位下に叙爵。将軍源実朝の正室（坊門信清の女）の姉妹を妻とし、平家没落後も昇進を重ねた。その一方で、平知盛の正室で守貞親王の乳母であった治部卿局を引き取っているが、承久3年（1221年）に親王の子である後堀河天皇が即位したことで、守貞親王の縁者であった隆衡の一族も重用されることになった。
建仁元年（1201年）8月に蔵人頭、建仁2年（1202年）に参議、建保2年（1214年）正二位、承久元年（1219年）権大納言となる。安貞元年（1227年）出家。
建長6年12月18日（1255年1月27日）、83歳で薨去。

## 系譜
- 父：四条隆房
- 母：平清盛の娘
- 妾：高階経仲の娘（家女房）
  - 長男：藤原隆綱（1189-?） - 子孫は西大路家、油小路家
- 妻：坊門信清の娘
  - 女子：四条貞子（1196-1302） - 西園寺実氏室、北山准后
  - 二男：四条隆親（1202-1279）
  - 三男：四条隆盛（隆宣）（1211-1251) - 従三位内蔵頭
- 生母不明
  - 男子：隆快
  - 男子：隆助 - 僧正法眼
  - 男子：良承
  - 女子：四条灑子（儷子） - 二条良実室
  - 女子：四条親子 - 西園寺公基室
  - 女子：四条藤子 - 按察三位局、後嵯峨院掌侍、最助法親王母